# 2001 Einstein
2001 Einstein là một tiểu hành tinh vòng trong của vành đai chính được phát hiện ngày 5 tháng 3 năm 1973. Tiểu hành tinh này thuộc nhóm Hungaria. Nó được đặt theo tên nhà khoa học Albert Einstein.